# Radar nàutic

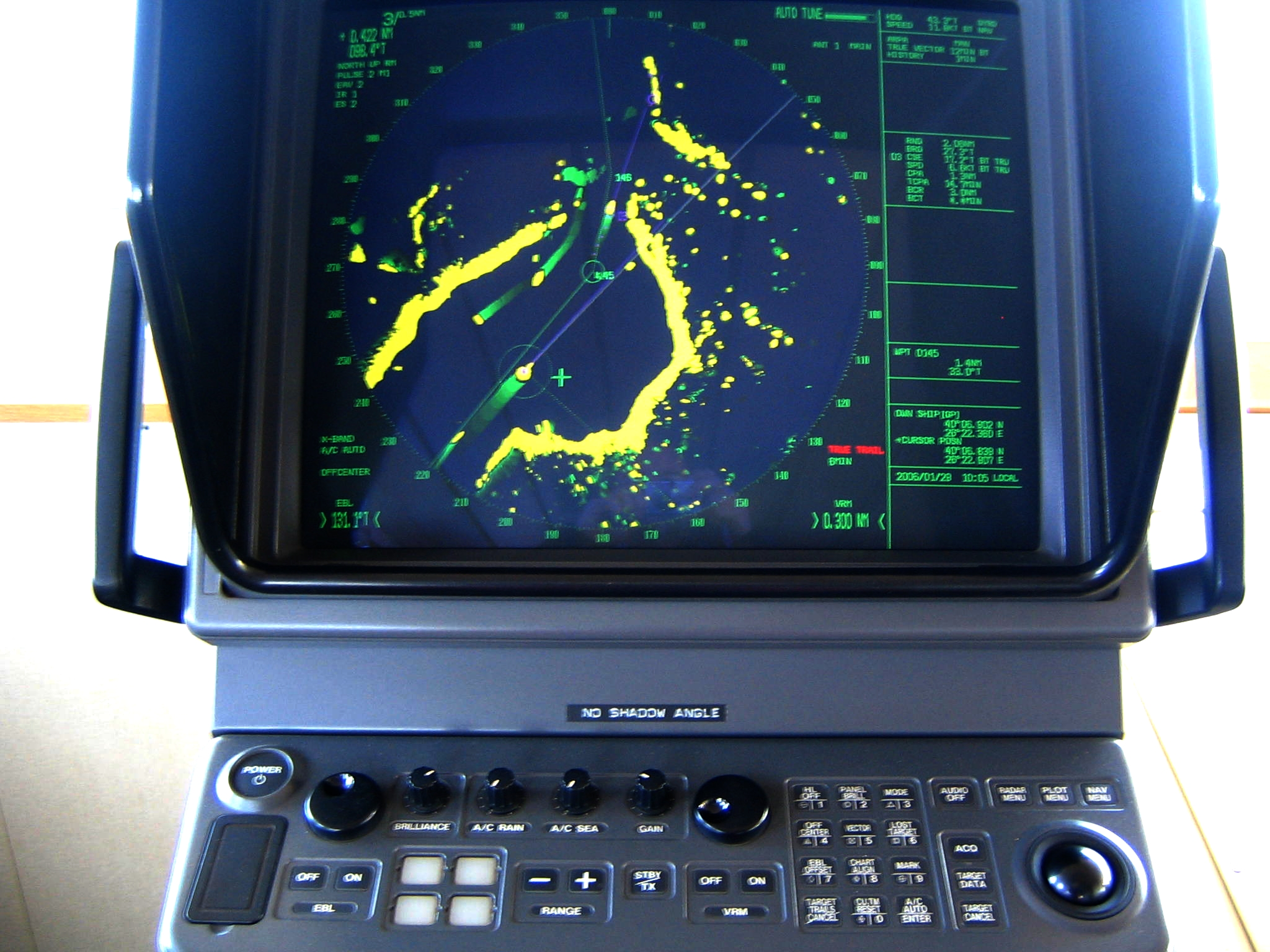
Un dispositiu de visualització ARPA de radar de vaixell típic.

El radar nàutic, radar marítim o radar de vaixell és el sistema d'ajuda a la navegació d'un vaixell juntament amb una brúixola, un localitzador per satèl·lit i un ordinador. És una part essencial del sistema de gestió integrada del pont del vaixell. Fins i tot en vaixells més petits, el radar és molt útil. De fet, el radar marí és una de les aplicacions de radar més utilitzades. Avui en dia, el dispositiu també s'utilitza en el control d'accés a vies navegables (centre VTS) en rutes estretes, sinuoses i de gran trànsit.

## Principis de funcionament
És fonamental en el funcionament del radar marítim que el dispositiu ha de detectar tant objectes en moviment com fixos en totes les condicions de visibilitat. El radar actua com una extensió del sentit de la vista del mariner a través de la pluja i la foscor. Fins i tot amb una bona visibilitat, ofereix una visió " a vista d'ocell " de l'entorn, cosa que fa que la planificació de la ruta del vaixell sigui il·lustrativa.
El desavantatge és l'entorn operatiu en constant canvi:
El seaclutter causat per la superfície de l'aigua és difícil d'eliminar de manera fiable i, per tant, un objectiu amb un eco de radar feble es pot perdre entre el desordre del mar. Per gestionar-ho hi ha d'haver alguns mitjans, i cal saber com utilitzar-los:
- Anti Clutter Sea és un regulador que suprimeix els ecos de les onades. També suprimeix els objectius d'utilitat.
- SWG l. Swept Gain, o STC l. Sensitivity Gain Control ajusta la intensitat de tots els objectius, però exponencialment els més propers més perquè són els més potents.

El Rainclutter també és un fenomen advers variable, la gestió fiable del qual exigeix tant els dispositius com els usuaris. Alguns ajustos poden minoritzar el problema, però les funcions integrades al dispositiu són clau:
- Anti Clutter Rain, Differentiator, Fast Time Constant l. FTC és un circuit derivador que escurça els polsos d'eco a partir de la seva vora posterior perquè les gotes de pluja són extenses.
- El polaritzador giratori sol estar integrat integralment a l'antena. Redueix molt els ecos de la pluja, però només molt poc dels objectius útils.
- Un receptor logarítmic sol ser estàndard, però alguns dispositius també tenen un receptor lineal. El primer s'utilitza sota la pluja perquè reforça molt les pintures febles i les fortes només una mica. Aquest últim s'utilitza en bon temps de radar perquè té un més petit {\displaystyle S_{min}}, que segons l'equació del radar produeix un abast més gran.
- El radar de gel (Iceradar) és de vegades un dispositiu addicional al radar marítim, perquè en una zona de gel el vaixell ha de trobar la ruta més favorable segons el gruix del gel. És un dispositiu addicional que utilitza el vídeo del radar del radar marí i el processa en una imatge del camp de gel. Per fer-ho, cal utilitzar una durada de pols de transmissió curta i una freqüència de repetició elevada. El processament necessita diversos cicles d'antena per tal d'integrar un ressò prou fort dels senyals d'eco febles. El vaixell es mou tot el temps, per tant el moviment s'ha de tenir en compte en la integració. És per això que necessiteu un processador independent amb algorismes per a la tasca.[1]
- El radar de petroli (Oilradar) és, com el radar de gel, un dispositiu addicional al radar marítim. Es necessita en vaixells que busquen vessaments de petroli al mar. Igual que el radar de gel, funciona integrant les dades de radar pròpies del radar marítim de diverses revolucions de l'antena. A diferència del radar de gel, que mesura la irregularitat del camp de gel, el radar de petroli mesura la suavitat de la superfície de l'aigua causada pel petroli. La diferència entre el senyal i la llum del mar normal és insignificant i, per tant, s'ha de fer un procés d'integració amb un processador especial i els seus algorismes per tal que el senyal feble sigui suficient.[2][3]

Els dispositius funcionen amb ones de ràdio en el rang S (3 GHz) i el rang X (9 GHz) del rang de microones. La gamma S és útil als oceans a causa de la distància de mesurament més llarga i la menor deriva de la pluja. L'àrea X ofereix una imatge més precisa de l'entorn amb bona resolució i també indica objectes petits.

## Elements
Les parts principals d'un radar marí són
- unitat transmissor/receptor (unitat Tx/Rx)
- unitat d'antena (unitat base i matriu)
- unitat indicadora
- Unitat de potència (Unitat de potència)

Els radars de vaixells més petits solen tenir un transmissor/receptor i una antena combinats a la mateixa unitat, cosa que permet, entre altres coses, minimitzar la longitud de la línia de microones (bus de transmissió d'energia).

#### Unitat transmissor/receptor (unitat Tx/Rx)
Des del principi, s'ha utilitzat un magnetró com a component d'alimentació de microones del transmissor, que produeix una oscil·lació d'alta freqüència polsada (radar polsat). La potència màxima del transmissor pot ser de 3 a 60 kW. El receptor detecta els objectius (senyal d'eco), que després, sovint com a resultat d'un processament digital complex, es mostren a la unitat de visualització.
Actualment, el funcionament del radar marítim també es pot basar en la tecnologia CW d'ones portadores modulades. El radar d'ona contínua modulada és conegut des de fa molt de temps i s'ha utilitzat durant anys en aplicacions militars a causa de la seva baixa potència de transmissió i el seu transmissor fàcil d'amagar. Per això també s'anomena radar xiuxiuejant. Avui també està disponible comercialment. Si la modulació de freqüència, la modulació de fase o un altre mètode de modulació adequat cobreix una part molt gran del rang de freqüències utilitzat, el radar que funciona d'aquesta manera s'anomena radar de banda ampla, és a dir, radar BB. Els seus avantatges inclouen una bona resolució i una imatge clara, una potència de transmissió baixa (normalment 100 mW) i, per tant, molèsties de radiació baixes (de la mida d'un telèfon mòbil) i un baix consum d'energia, així com una posada en marxa sense retard del transmissor de semiconductors. (el magnetró normalment requereix un preescalfament de 3 minuts). L'inconvenient del radar BB és que té un abast més curt que el radar de pols. És possible que no activi el transponder RACON, SART o reflector de radar actiu . El radar BB és el més adequat per a vaixells petits, vaixells i especialment velers.

#### Unitat d'antena (unitat matriu i base)

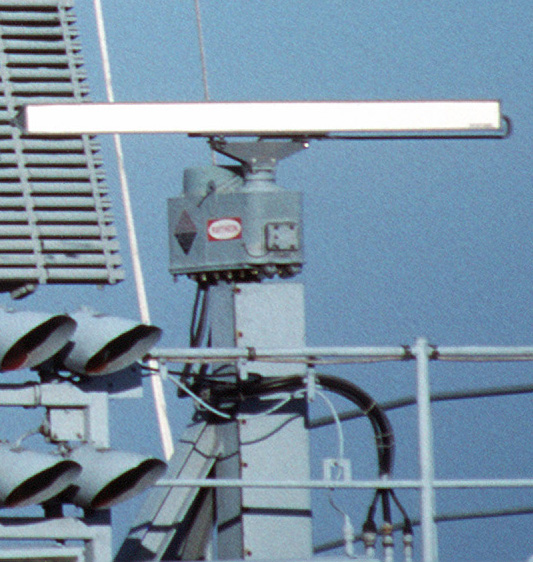
Mecanisme d'antena i antena del radiador de ranura. USS Theodore Roosevelt.

El més utilitzat és una antena radiant ranura. És una guia d'ones, un costat de la qual té escletxes mesurades amb precisió en fila. Formen una fila de radiadors i, pel seu efecte combinat, una antena d'angle estret. Un altre disseny és l'antena mirall parabòlica, que té un reflector i un radiador separat al punt focal de la paràbola. Pot ser un dipol o, especialment per als microones, un radiador de banya de guia d'ones. L'antena és girada per un motor elèctric a una velocitat constant.
Una antena de radiador de ranura en particular està sovint protegida per un radome, un escut meteorològic permeable a les ones de ràdio. El radome també redueix la càrrega del vent a l'antena. Per reduir l'enlluernament de la pluja, el radome sovint està equipat amb un polaritzador circular, una filera densa de filferros metàl·lics prims, que, d'altra banda, també té una petita propietat d'amortiment. L'estructura combinada del transmissor/receptor/antena dels radars de vaixells més petits sovint està protegida per un radome comú de manera que no hi hagi peces mòbils per enredar els cables o causar un accident. La possibilitat d'exposició al microones encara existeix, de manera que no us hauríeu de quedar a prop de l'antena.

#### Unitat de visualització
Avui en dia, s'utilitzen pantalles equipades amb l'anomenat tub d'imatge en color ràsterscan o pantalles de pantalla plana. Amb més freqüència, mostren una imatge PPI, és a dir, una visualització d'imatges de mapa. Durant molt de temps es va utilitzar un tub de raigs catòdics; els dispositius construïts abans de 1990 tenen pantalles CRT. La unitat de visualització també és la unitat de control de maquinari alhora. De manera més senzilla, el dispositiu només conté un nivell de visualització per a la imatge i controls per al radar. La majoria de les vegades, el radar està integrat amb tots els altres equips de navegació del vaixell. Amb la brúixola, la imatge del radar es manté en direcció nord. Amb un dispositiu GPS, es pot adjuntar un mapa del mar d'un ordinador a la imatge del radar perquè la vostra posició es mostri correctament. Probablement, la pantalla del sonar també es pot connectar al mateix dispositiu de visualització. Si la majoria de dispositius poden treballar junts, encara que siguin de diferents marques, hi haurà estalvis de costos. En vaixells més grans, la integració d'equips de pont ja és una disposició estàndard. Encara que l'equip sigui més antic, la unitat de visualització no deixa de ser una unitat de visualització ARPA (Automatic Radar Plotting Aid) molt desenvolupada, que en essència facilita la planificació de la ruta del vaixell amb l'ajuda d'altres dispositius de navegació connectats a ell.